# Años Cruzados Francia-Rusia 2010
Los Años Cruzados Francia-Rusia tendrán lugar en 2010 de manera simultánea en ambos países, tal como lo 
han deseado el presidente de la República Francesa Nicolás Sarkozy y el presidente de la Federación Rusa 
Vladímir Putin, en su reunión en Moscú del 9 de octubre de 2007.
En el marco de las históricas relaciones'franco-rusas, los "Años Cruzados 2010" servirán para potenciar las 
relaciones culturales, sociales y económicas de ambas naciones. Así pues, 2010 será de forma simultánea el Año de
Francia en Rusia, y el Año de Rusia en Francia. 
El objetivo primordial de este macro-acontecimiento es el acercamiento de las sociedades civiles rusa y francesa,
tal como lo estipularon Sarkozy y Putin en su encuentro en Moscú.

## Cronología
9 de octubre de 2007: En el transcurso de la reunión entre Vladímir Putin y Nicolás Sarkozy en la residencia 
del presidente ruso en Novo-Ogarevo, ambos líderes acuerdan la organización de los años cruzados Francia-Rusia, con
el objeto de celebrar los vínculos culturales y acercar sus sociedades civiles.
10 de octubre de 2007: El presidente francés, Nicolás Sarkozy, establece un primer contacto con los estudiantes
de la Universidad Bauman (Moscú), donde habla de la necesidad de tal acercamiento entre las juventudes de uno y otro
país.
16 de noviembre de 2007: El año 2010 es declarado oficialmente "Año Francia-Rusia", según el acuerdo firmado 
en París entre Francois Fillon y Víktor Zubkov, primeros ministros de los respectivos países, en la reunión
de la Comisión Mixta. 